# Stisseria articulata
Stisseria articulata là một loài thực vật có hoa trong họ La bố ma. Loài này được (Aiton) Kuntze miêu tả khoa học đầu tiên năm 1891.